# Moisés Guía Pianto
Moisés Bartolomé Guía Pianto es un empresario y político peruano. 
Nació en Huancayo el 6 de octubre de 1966. Cursó sus estudios primarios en la escuela Sebastián Lorente y los secundarios en el Politécnico Regional del Centro, ambos en Huancayo. Entre 1986 y 1991 estudió ingeniería de minas en la Universidad Nacional del Centro del Perú y, entre 2002 y 2003 cursó una maestría en administración de negocios en la Universidad Nacional de Salta. Desde entonces se dedicó a la actividad privada en la ciudad de Huancayo.
Su primera participación política se dio en las elecciones municipales de 1998 cuando resultó elegido como regidor distrital de Chilca por el Movimiento Independiente Vamos Vecino. En las elecciones del 2002 se presentó como candidato a la alcaldía del distrito de Chilca sin éxito. Tentó la presidencia regional de Junín por el partido Restauración Nacional en las elecciones del 2006 sin obtener el triunfo. Repitió la candidatura en las elecciones del 2010 por el partido Fuerza 2011 y en las elecciones del 2014 por el movimiento regional Junín Emprendedores Rumbo al 21, sin obtener el triunfo. En el medio de ambos intentos, se presentó también como candidato a congresista por el departamento de Junín en las elecciones generales del 2011 por la Alianza por el Gran Cambio sin obtener la representación. Recién fue elegido Congresista por el departamento de Junín en las elecciones generales de 2016 por el partido Peruanos por el Kambio con 20,258 votos preferenciales. Durante su gestión, el 20 de julio de 2019 renunció a la bancada de Peruanos por el Kambio y su unión a la nueva bancada de Contigo. Tras la disolución del Congreso decretado por el presidente Vizcarra su cargo congresal llegó a su fin el 30 de septiembre de 2019.